# Obuhovîci, Ivankiv
Obuhovîci (în ucraineană Обуховичі) este localitatea de reședință a comunei Obuhovîci din raionul Ivankiv, regiunea Kiev, Ucraina.

## Demografie
Componența lingvistică a localității Obuhovîci
     Ucraineană (97,32%)
     Rusă (2,5%)
     Alte limbi (0,06%)
Conform recensământului din 2001, majoritatea populației localității Obuhovîci era vorbitoare de ucraineană (97,32%), existând în minoritate și vorbitori de rusă (2,5%).